# Boris Altshuler
Boris Leonidovich Altshuler (in russo Борис Леонидович Альтшулер?, Boris Leonidovič Al'tšuler; Leningrado, 27 gennaio 1955) è un fisico russo naturalizzato statunitense, noto per i suoi contributi alla fisica della materia condensata teorica.

## Biografia
Altshuler conseguì il diploma in fisica presso l'Università statale di Leningrado nel 1976. Proseguì poi gli studi presso l'Istituto di Fisica Nucleare di Leningrado, dove ottenne il dottorato di ricerca in fisica nel 1979, sotto la supervisione di Arkadii Aronov. Rimase poi in questo stesso istituto per i successivi dieci anni come ricercatore.
Nel 1989, Altshuler emigrò negli USA, entrando a far parte dello staff del Massachusetts Institute of Technology. Lasciò il MIT nel 1996 per trasferirsi all'Università di Princeton, mentre dal 2006 lavora presso la Columbia University.

## Ricerca
I contributi di Altshuler alla fisica della materia condensata sono ampi e variegati. È particolarmente famoso per il suo lavoro sui sistemi elettronici disordinati, dove fu il primo a calcolare le correzioni singolari di interferenza quantistica al trasporto di elettroni dovute alle interazioni (correzioni di Altshuler-Aronov). Insieme ad Aronov, sviluppò anche la teoria del dephasing nella localizzazione debole. In collaborazione con Boris Shklovskii, Althsuler sviluppò la teoria della repulsione dei livelli nei metalli disordinati.
Ha anche contribuito in modo significativo alla teoria delle fluttuazioni universali di conduzione. Più recentemente, Altshuler e Igor Aleiner hanno aperto la strada al nuovo campo della localizzazione a molti corpi, dove hanno dimostrato che un sistema a molti corpi interagenti può rimanere localizzato, un fenomeno legato alla localizzazione di Anderson. Nel 2016, il previsto fenomeno della localizzazione a molti corpi è stato osservato sperimentalmente dal gruppo di Immanuel Bloch a Monaco di Baviera, in Germania.

## Premi e riconoscimenti
- 1993: Hewlett-Packard Europhysics Prize dell'European Physical Society[12]
- 1993: Fellow dell'American Physical Society[2]
- 1996: Fellow dell'American Academy of Arts and Sciences[13]
- 2002: Eletto membro dell'Accademia Nazionale delle Scienze[14]
- 2003: Premio Oliver E. Buckley dell'American Physical Society[2]
- 2017: Medaglia Dirac  dell'University of New South Wales[15]
- 2019: Simons Fellow[4]
- 2022: Premio Lars Onsager dell'American Physical Society[3]